# 東山昭子
東山 昭子（ひがしやま あきこ、1936年（昭和11年） - ）は、日本九重流詩吟学会4代目宗家、雅号は穆洲（ぼくしゅう）、致道博物館理事、鶴岡総合研究所研究顧問、東北公益文科大学非常勤講師、コロムビア吟詠音楽会会員。

## 略歴
- 1936年（昭和11年） - 山形県東置賜郡高畠町に生れる。
- 1959年（昭和34年） - 東北大学教育学部卒業
  - 山形県立高等学校国語科教諭
- 1989年（平成元年）[元号要検証] - 著書『庄内の風土・人と文学』で、第32回高山樗牛賞受賞
- 2003年（平成15年） - 第18回国民文化祭・やまがた2003でシンポジウム『文学と風土そして世界へ』の専門部会長 就任
- 2005年（平成17年） - 第51回斎藤茂吉文化賞受賞、鶴岡市制功労表彰受賞
- 2012年（平成26年）4月 - 鶴岡市芸術文化協会会長 就任
- 2013年（平成25年）6月-日本九重流詩吟学会4代目宗家継承
- 2017年（平成29年）2月-日本コロムビア吟詠音楽会会員20年勤続表彰受賞

## 年物

### 著書
- 1989年（平成元年）[元号要検証] - 『庄内の風土・人と文学』 東北出版企画
- 1991年（平成3年） - 『楽土苑・遊就館 - 香りの園誕生記 国際交流農業研修センター』 毛呂農園遊就館
- 1998年（平成10年） - 『楽土苑・遊就館 - 香りの園 開設十周年記念』 毛呂千鶴夫

### 共著
- 1992年（平成4年） - 『尾浦の里うた - ブナの森の生きる町』 太田威、阿部琴枝（共著者） 尾浦の里を愛する会

## 親族
- 夫：東山勇 - 農学者、農学博士
- 長男：東山哲也 - 植物学者、博士（理学）